# Раздолье (Воронежская область)
Раздо́лье — село в Семилукском районе Воронежской области.
Входит в состав Медвеженского сельского поселения.

## География
Село находится на правом берегу реки Трещевка, при впадении в неё реки Камышовка.

### Часовой пояс
Село Раздолье, как и вся Воронежская область, находится в часовой зоне МСК (московское время). Смещение применяемого времени относительно UTC составляет +3:00.

## История
Основано в середине XIX века. В 1900 году в селе насчитывалось 393 жителя и 89 дворов.

## Население
| 2010 |
| ---- |
| 64   |

## Улицы
- ул. Лозовая,
- ул. Молодёжная,
- ул. Раздольная.